# Al Ghazali-institutet
Al Ghazali-institutet är en ideell förening vars syfte är att främja islamiskt lärande enligt de traditionella sunnitiska lagskolorna (madhahib). Föreningen strävar efter att verksamheten skall följa islams lag (sharia) och hämta förebild från dess andliga rörelse (tasawwuf=sufism). Institutet verkar för att fördjupa muslimers kunskap i Koranen och sunna, islamisk lag och andlighet, samt fördjupa kunskapen om tro (iman), handling (islam) och inre fulländning (ihsan). Institutet bedriver utbildnings och kursverksamhet , översätter och publicerar böcker samt förvaltar en utbildningsfond.
Institutet hämtar sitt namn från den persiske teologen Mohammad Ghazali.

## Målsättning
Föreningen har följande målsättning:
- att fördjupa muslimers kunskaper i Koran och sunnah, islamisk lag och andlighet, samt fördjupa kunskapen om tro, handling och inre fulländning (Iman, Islam, och Ihsan)
- verka för etablerandet av traditionell islamisk kunskap i Sverige i enlighet med de fyra lagskolorna (madhahib).
- verka för ökad förståelse för islam i samhället.

## Verksamhet
Institutet anordnar studiecirklar, kurser och seminarier för både vuxna och barn. Lärda muslimer inbjuds att hålla kurser och seminarier och ekonomiska bidrag ges för studier i traditionell islamisk miljö. Föreningen stödjer etableringen av islamiska skolor och läroinstitut. Böcker publiceras och översätts, speciellt med inriktning på klassisk islamisk litteratur, studiematerial och läroböcker. Sociala aktiviteter för att stärka den muslimska gemenskapen främjas och institutet deltar i samhällsdebatten som rör muslimer framför allt i fråga om kunskap och lärande. Föreningen förvaltar en fond som ger bidrag till att bjuda in lärare i klassisk islam, till långsiktiga studier utomlands samt till resor till kortare kurser.
Al Ghazali-institutet har även en webbplats där de publicerar artiklar och utbildningsmaterial, både text och ljudfiler, över ett brett spektrum av ämnen rörande islam och muslimer; om Koranen och hadither, troslära och andlighet (sufism), rättsskolorna (maddhab), samhällsfrågor samt muslimsk identitet.

## Publikationer
- Habib Umar ibn al-Hafidh, red (på svenska & arabiska). De profetiska traditionerna. översättare: Umm Hani Nilsson & AbdulWahid Morrone. Al-Ghazali-institutet. ISBN 91-975784-0-1
- al-Habshi, Ahmed (på svenska & arabiska). Islams grunder. översättare: Umm Hani Nilsson & AbdulWahid Morrone. Al-Ghazali-institutet. ISBN 91-975784-2-8
- Abdallah ibn Alawi al-Haddad, red (på svenska & arabiska). Profetens böner. förord av Hamza Yusuf, överättare: Umm Hani Nilsson & AbdulWahid Morrone. Al-Ghazali-institutet. ISBN 91-975784-3-6
- al-Haddad, Abdallah ibn Alawi. Råd på den andliga vägen. Al-Ghazali-institutet. ISBN 91-975784-5-2
- Morrone, AbdulWahid. Boken om fastan. översättare: Umm Hani Nilsson & AbdulWahid Morrone. Al-Ghazali-institutet. ISBN 91-975784-4-4